# Rindge (Nuevo Hampshire)
Rindge es un pueblo ubicado en el condado de Cheshire en el estado estadounidense de Nuevo Hampshire. En el Censo de 2010 tenía una población de 6.014 habitantes y una densidad poblacional de 58,16 personas por km².

## Geografía
Rindge se encuentra ubicado en las coordenadas 42°45′24″N 72°0′48″O / 42.75667, -72.01333. Según la Oficina del Censo de los Estados Unidos, Rindge tiene una superficie total de 103.41 km², de la cual 96.28 km² corresponden a tierra firme y (6.89%) 7.13 km² es agua.

## Demografía
Según el censo de 2010, había 6.014 personas residiendo en Rindge. La densidad de población era de 58,16 hab./km². De los 6.014 habitantes, Rindge estaba compuesto por el 95.56% blancos, el 1.33% eran afroamericanos, el 0.15% eran amerindios, el 0.9% eran asiáticos, el 0% eran isleños del Pacífico, el 0.45% eran de otras razas y el 1.61% pertenecían a dos o más razas. Del total de la población el 1.28% eran hispanos o latinos de cualquier raza.